# Ghâlib
 (septembre 2017).
Si vous disposez d'ouvrages ou d'articles de référence ou si vous connaissez des sites web de qualité traitant du thème abordé ici, merci de compléter l'article en donnant les références utiles à sa vérifiabilité et en les liant à la section « Notes et références ».
Ghâlib, chef d'armée des califes omeyyades al-Hakam II et Hicham II, il fut le beau-père d'Almanzor. Mort en 981.
Les talents militaires de Ghâlib firent d'abord de lui le général des forces du calife au Maghreb. En 974, après y avoir maté la rébellion, il rentra en ramenant comme captif le chef des insurgés. En 975, le calife le nomme chef de l'armée envoyée contre les Chrétiens en Castille où il délivre la garnison assiégée à Gormaz. 
À la mort de al-Hakam en 976, il est l'ennemi du hâdjib Al-Mushafî qui gouverne au nom de Hishâm II mais qu'il considère comme un parvenu berbère. 
En 977, alors qu'il est gouverneur de la Marche Moyenne, il se lie d'amitié avec le vizir Muhammad ibn Abî Amir, le futur Almanzor, qui vient de remporter sa première victoire militaire et qui va le seconder dans les campagnes suivantes. Début 978, il lui marie sa fille Asma plutôt qu'àu fils d'al-Mushafî qui tentait de se réconcilier avec lui. Le 26 mars, al-Mushafî est arrêté et remplacé par ibn Abî Amir.
Rapidement, le vieux et glorieux chef se fâche de l'ambition de son gendre. Leur rupture est définitive en avril 980 quand Ghâlib tente vainement de le pourfendre lors d'une campagne en Aragon. Dans ce conflit, Ghâlib va aller jusqu'à s'allier avec des Chrétiens.
Les troupes des deux hommes se rencontrent finalement le 10 juillet 981 à la bataille de San Vicente où Ghâlib est tué au cours d'une charge de cavalerie. Son corps est dépecé et exposé à Cordoue et sa tête remise à sa fille. c'est alors seulement qu'ibn Abî Amir prit le titre d'al-Mansûr, "le Victorieux".